# Bletiinae
Bletiinae là một phân tông nhỏ trong tông Arethuseae, phân họ Lan biểu sinh Epidendroideae. Tông Arethuseae được phân loại bởi John Lindley năm 1840. Bletiinae được công nhận là một phân tông trong tông Arethuseae, tuy nhiên, các chi trong phân tông hầu hết bị loại bỏ năm 2005 và phân tông Bletiinae được chuyển sang tông Epidendreae.

## Phân loài
Phân tông Bletiinae
- Liên minh Calopogon chứa chi duy nhất Calopogon
- Liên minh Calanthe
  - Chi Acanthephippium
  - Chi Bletia
  - Chi Bletilla
  - Chi Lan bầu rượu
  - Chi Phaius
  - Chi lan chu đình Spathoglottis
- Liên minh Coelia chứa chi duy nhất Coelia
- Liên minh Chysis chứa chi duy nhất Chysis
- Liên minh Plocoglottis chứa chi duy nhất Plocoglottis
- Liên minh Tainia chứa chi duy nhất Tainia
- Liên minh chưa rõ ràng
  - Chi Ancistrochilus
  - Chi Anthogonium
  - Chi Cephalantheropsis
  - Chi Eriodes
  - Chi Hancockia
  - Chi Hexalectris
  - Chi Ipsea
  - Chi Mischobulbum
  - Chi Nephelaphyllum
  - Chi Pachystoma

## Hình ảnh

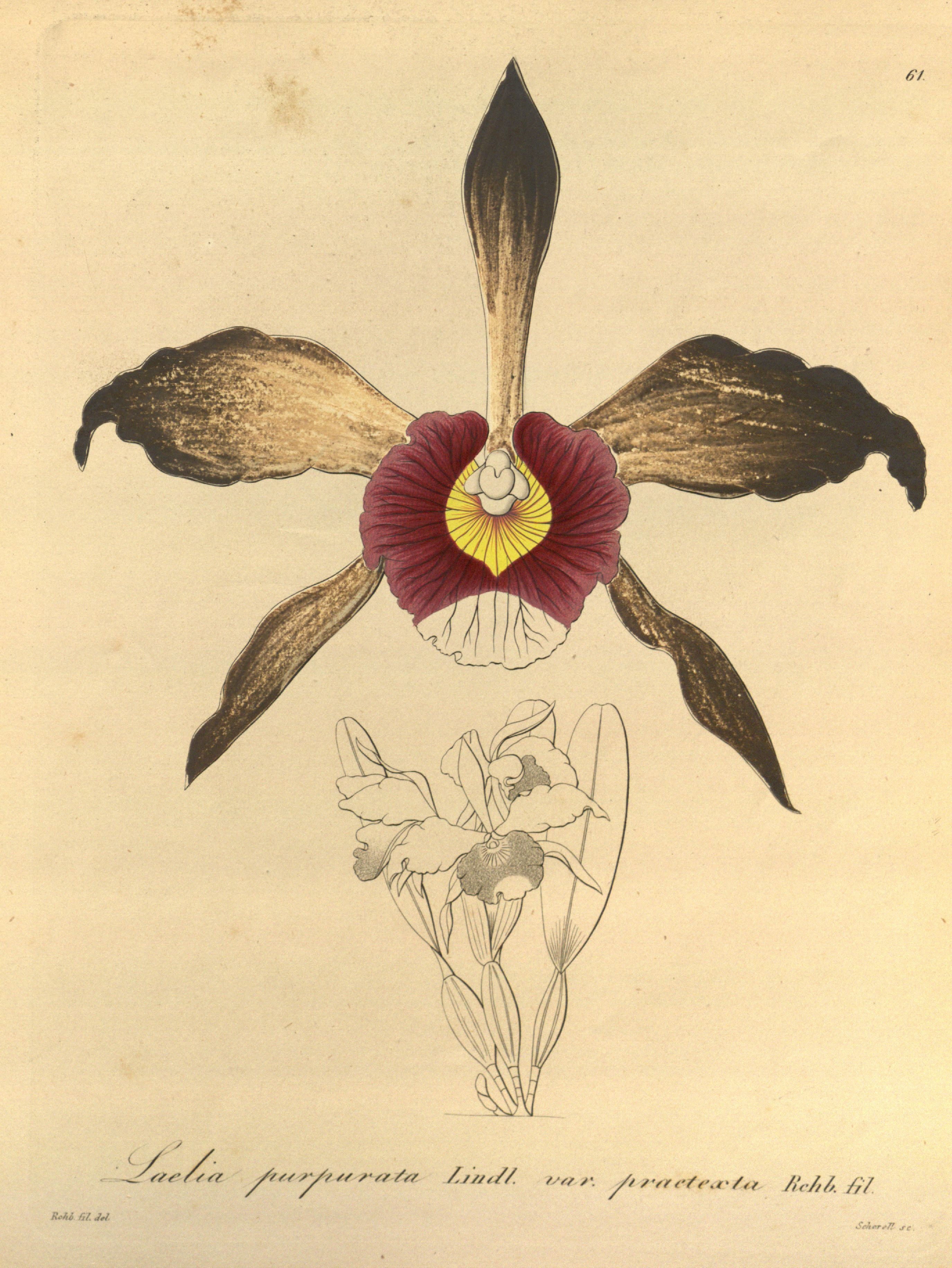
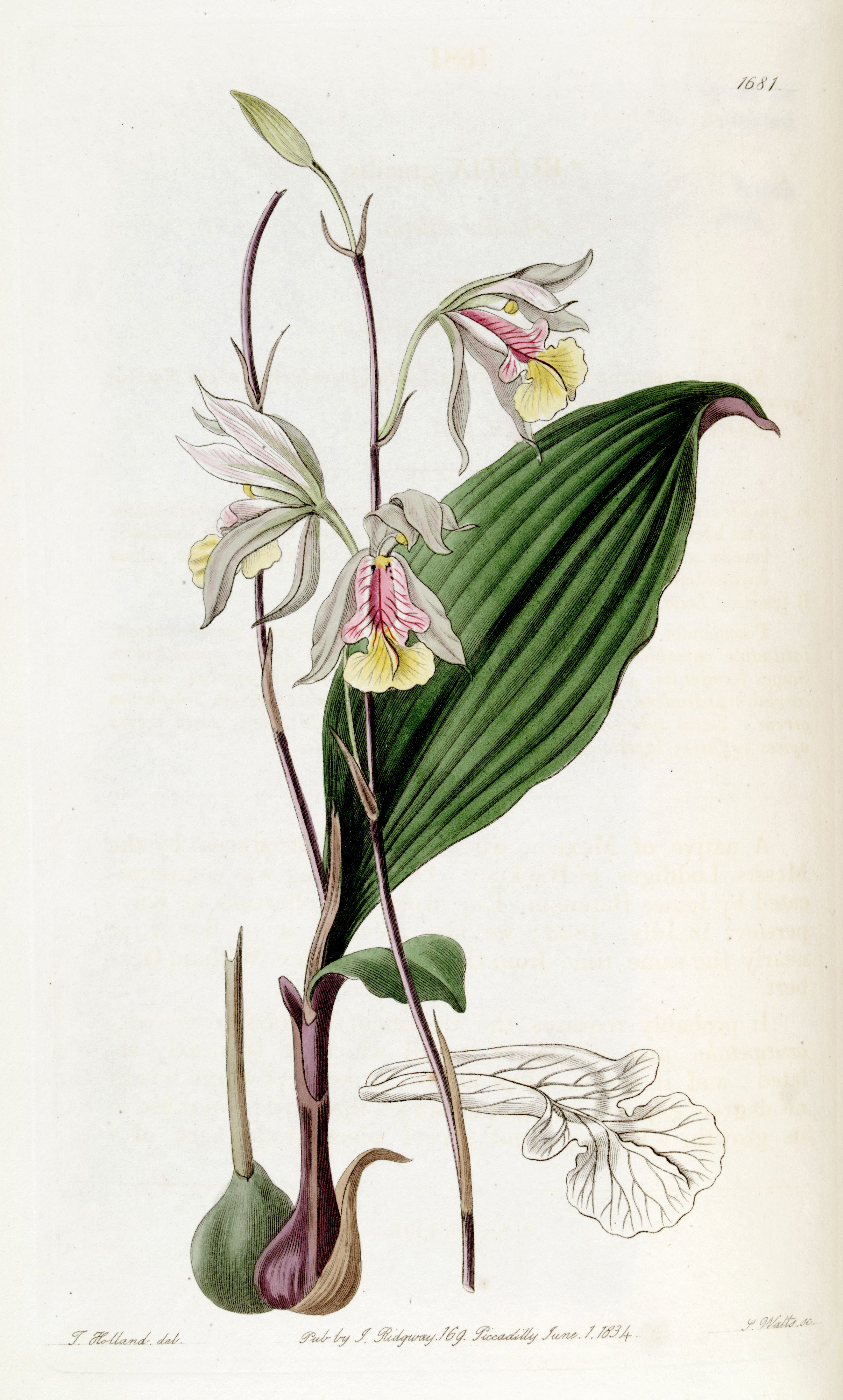